# Piskopovce
Piskopovce (en serbe cyrillique : Пископовце) est un village de Serbie situé dans la municipalité de Tutin, district de Raška. Au recensement de 2011, il comptait 92 habitants.

## Démographie
| 1948 | 1953 | 1961 | 1971 | 1981 | 1991 | 2002 | 2011 |
| ---- | ---- | ---- | ---- | ---- | ---- | ---- | ---- |
| 182  | 209  | 224  | 341  | 372  | 225  | 162  | 92   |

|  |